# Стрейф-джамп
Стрейф-джамп (англ. strafe-jump, в буквальном переводе «боковой прыжок») — вид трюков в компьютерных играх жанра FPS. Является неотъемлемым базовым элементом, лежащим в основе других, более сложных трюков.

## История

Дерево развития игровых движков Quake

Стрейф-джамп стал широко известен с распространением игры Quake. Экспериментальным путём игроки довольно быстро обнаружили, что прыжок по диагонали со своевременным разворотом мыши в соответствующую сторону даёт заметное повышение скорости передвижения и дальности прыжка. Внедрение данной возможности в игру не было запланированным: оказалось, что это была лишь случайная ошибка одного из программистов; то есть стрейф-джамп являлся багом движка Quake. Оттуда он уже попал в другие движки игр серии Quake, и затем закономерно распространился на целое семейство игр. Многие разработчики не стали исправлять данный баг, напротив, известно, что некоторые места на официальных игровых картах смоделированы с расчётом на умение игроков использовать стрейф-джамп.

## Техника выполнения
Техника выполнения этого трюка варьируется в разных играх:
- В QuakeWorld техника выполнения стрейф-джампа классическая: игрок движется с использованием клавиш движения вперёд и вбок, одновременно чуть подкручивая мышку, чтобы получалась плавная дуга. Затем, при достижении необходимой точки, нажимает прыжок, одновременно отпуская клавишу движения вперёд, и чуть ускоряя движение мышью, чтобы дуга получилась круче. Возможен вариант, когда клавиша движения вперёд не отпускается, но при этом мышь должна поворачиваться на ещё больший угол для достижения эффекта увеличения скорости прыжка. В полёте возможны варианты — либо продолжить движение по дуге в сторону зажатого стрейфа, либо (несколько раз) поменять направление стрейфа и движения мышкой (мультистрейф, англ. multistrafe). Перед прыжком также возможен вариант быстрой смены стрейфов и движения мышкой в сторону стрейфов, для достижения максимальной начальной скорости прыжка.
- В NetQuake техника выполнения стрейф-джампа незначительно отличается. Можно не отпускать клавишу движения вперёд в прыжке, но ещё лучше в момент прыжка кратковременно отпустить и снова нажать её. Также в NetQuake из-за большего параметра edgefriction сложнее прыгать с краёв ступеней или обрывов.
- В Quake II техника выполнения приближена к классической, однако мышь нужно передвигать на гораздо меньший угол, иначе прыжок просто «сорвётся».
- В Quake III техника выполнения прыжка классическая, все движения и углы поворота мыши, а также максимальное ускорение при стрейф-джампе можно узнать, используя DeFRaG модификацию для Quake III.
- В Half-Life и её преемнице Counter-Strike в основном техника выполнения классическая, однако же из-за того, что разработчики насильно ограничили возможности стрейф-джампов в последней, достаточно эффективным может быть и circle jump.
- В Half-Life 2: Deathmatch техника выполнения стрейф-джампа строго классическая.